# Hans Edestrand
Hans Erik Edestrand, född 20 maj 1922 i Rebbelberga församling, Kristianstads län, död 19 februari 2015 i Malmö Sankt Petri församling, var en svensk museiintendent. 
Edestrand, som var son till förste trafikinspektör Ludvig Edestrand och Märta Janse, avlade studentexamen 1943, blev filosofie kandidat vid Lunds universitet 1947, studerade vid Det Kongelige Danske Kunstakademi i Köpenhamn 1950 och blev filosofie licentiat vid Lunds universitet 1956. Han var amanuens vid Vitterhetsakademien, Riksantikvarieämbetet och Statens historiska museum 1954–1956 och intendent vid Malmö museum från 1957. Han var vice ordförande i samarbetsnämnden för konstföreningar i Malmö från 1963 (sekreterare 1958–1962). Han författade bland annat Malmö rådhus ombyggnad 1864–69 (1946), Broar i Sverige: Dalabroar (1957) och Isak Gustaf Clason (tillsammans med Erik Lundberg, 1968). Edestrand är begravd på Hällestads kyrkogård i Skåne.